# Mannington (Virginia Occidental)
Mannington es una ciudad del condado de Marion, ubicado al norte del estado de Virginia Occidental, en el noreste de Estados Unidos. En 2010 tenía 2.063 habitantes, para una densidad de 693 personas por km².

## Geografía
Mannington se encuentra ubicada en las coordenadas 39°31′43″N 80°20′26″O / 39.52861, -80.34056. Según la Oficina del Censo de los Estados Unidos, Mannington tiene una superficie total de 2.98 km², de la cual 2.85 km² corresponden a tierra firme y (4.09%) 0.12 km² es agua. A algunos kilómetros al norte se encuentra la frontera con Pensilvania.

## Demografía
Según el censo de 2010, había 2063 personas residiendo en Mannington. La densidad de población era de 693,24 hab./km². De los 2063 habitantes, Mannington estaba compuesto por el 98.79% blancos, el 0.24% eran afroamericanos, el 0.19% eran amerindios, el 0.34% eran asiáticos, el 0% eran isleños del Pacífico, el 0% eran de otras razas y el 0.44% pertenecían a dos o más razas. Del total de la población el 0.92% eran hispanos o latinos de cualquier raza.